# Luik-Bastenaken-Luik
Luik-Bastenaken-Luik (Frans: Liège-Bastogne-Liège), bijgenaamd La Doyenne, is een wielerklassieker die sinds 1892 wordt verreden. Het is het traditionele sluitstuk van de voorjaarsklassiekers.

## Geschiedenis
De wedstrijd wordt vanaf 1908 voor beroepswielrenners georganiseerd. In hetzelfde gebied werd al eerder een wedstrijd voor amateurs gereden. Door de uitslagen daarvan ook op te nemen zegt de organisatie van LBL de oudste klassieker te zijn, gerekend vanaf 1892. De bijnaam van LBL is La Doyenne, de vrouwelijke vorm van doyen ("deken" of ouderdomsdeken: de oudste).
In de jaren 50 en 60 vormde de wedstrijd samen met de Waalse Pijl het Ardens wielerweekend, waarover ook een gezamenlijk klassement werd opgemaakt. Later is de Waalse Pijl naar de woensdag voor Luik-Bastenaken-Luik verplaatst. Het weekend voordien wordt de Amstel Gold Race gereden.
Memorabel was de editie van 20 april 1980 die bijna volledig in de sneeuw werd gereden. Reeds na 100 km hadden 100 van de 174 vertrekkers opgegeven. Uiteindelijk won Bernard Hinault de wedstrijd. Slechts 21 renners bereikten de finish.
In 1989 kwam de Ronde van Frankrijk langs in Luik. Op de ochtend van 4 juli vroeg de organisator van LBL of de Tour een rol kon spelen bij de organisatie van LBL. De organisaties sloegen de handen ineen, en vanaf het voorjaar daarop (1990) is de organisatie van de wedstrijd in handen van de Société du Tour de France.
Vanaf 2005 was Luik-Bastenaken-Luik drie jaar onderdeel van de UCI ProTour en vanaf 2008 van de Historische kalender. Vanaf 2011 behoort hij tot de UCI World Tour.
Luik-Bastenaken-Luik vormt samen met Milaan-San Remo, de Ronde van Vlaanderen, Parijs-Roubaix en de Ronde van Lombardije de vijf Monumenten van het wielrennen.

## Parcours

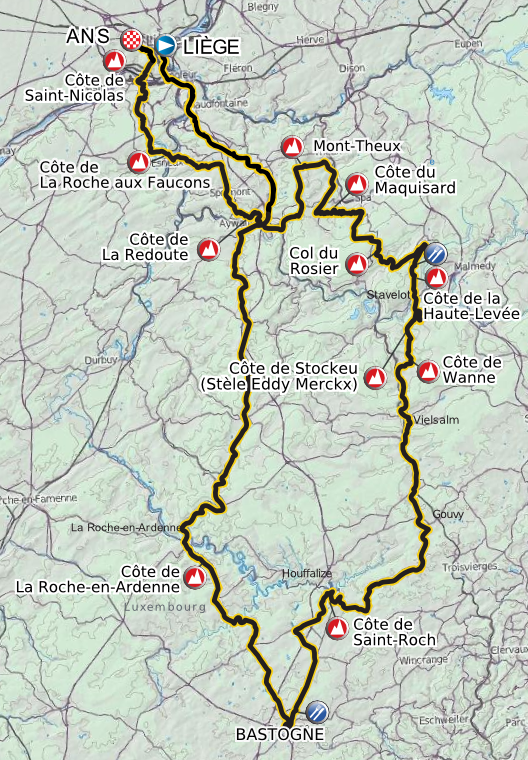
Parcours in 2012 met finish in Ans.

De wedstrijd begint in Luik en gaat van daar naar Bastenaken, nabij de Luxemburgse grens en vervolgens weer terug naar Luik, waarbij de finish een aantal jaren in de voorstad Ans lag.
De start vindt plaats op de Place Saint-Lambert in het centrum van Luik. De weg slingert zich over allerlei Ardense beklimmingen, waarvan het merendeel in het tweede deel van de wedstrijd ligt. De heenweg is ongeveer 100 km lang en omdat de terugweg over zo veel mogelijk beklimmingen slingert, is deze ruim 150 km. Op de heenweg naar Bastenaken gaat het parcours grotendeels over plateaus en door dalen. De eerste beklimming volgt vlak voor Bastenaken, in La Roche-en-Ardenne. De organiseerde voegde tijdelijk de zwaarste beklimming van België in, de Haussire. De toegevoegde waarde voor het wedstrijdverloop viel tegen omdat de klim vroeg in de wedstrijd viel, waarop de beklimming weer geschrapt is. Na het keerpunt in Bastenaken volgt de steile Côte de Saint-Roch in Houffalize. Deze luidt het begin in van de finale met de Wanne, de Stockeu en La Redoute als tot de verbeelding sprekende hellingen. Vanuit Houffalize gaat het parcours in de richting van Vielsalm, daarna volgen de beklimmingen van de Mont-le-Soie, Wanne en Stockeu. Boven op de Stockeu staat een monument voor Eddy Merckx. Zowel de Wanne als de Stockeu komen uit in Stavelot, van waaruit de Côte de la Haute-Levée beklommen wordt om in Francorchamps uit te komen. Vervolgens draait de weg terug in zuidelijke richting naar het dal van de Amblève, van waaruit hetzij de Col du Rosier dan wel de Côte de la Vecquée beklommen wordt naar Spa. In westelijke richting wordt de Mont Theux en/of de Côte du Maquisard beklommen in de richting van Remouchamps, waar men de Redoute op moet. Deze steile klim (max. 22%) was lange tijd de scherprechter. Hierna volgt de Côte de Sprimont, die tegenwoordig niet meer als beklimming gecategoriseerd staat. Soms wordt hierna nog de Côte des Forges bedwongen. In de jaren '90 en '00 viel de beslissing in de wedstrijd bijna steevast op de Saint-Nicolas, een korte steile klim op ongeveer 5 km van de finishlijn. In 2008 werd echter een nieuwe beklimming toegevoegd: de Roche-aux-Faucons verving de Côte du Sart-Tilman als voorlaatste klim. Deze beklimming was al in de eerste editie waarin hij werd opgenomen, bepalend voor het koersverloop. In 2016 werd eenmalig de Naniot aan de wedstrijd toegevoegd op twee kilometer van de finish. Door het wegvallen van de Saint-Nicolas is vanaf 2019 de Valkenrots de laatste beklimming. De aankomst lag niet altijd in de stad Luik zelf; tussen 1992 en 2018 was Ans de vaste aankomstplaats, een voorstad van Luik met een kort klimmetje net voor de meet. Tot 1991 lag de streep op de Boulevard de la Sauvenière en vanaf 2019 in het verlengde van deze straat, in de Boulevard d'Avroy. Vanaf 2021 lag de finish op de Quai des Ardennes.

## Mannen

### Winnaars
Noot: In 1957 waren er twee winnaars.

### Meervoudige winnaars
| Overwinningen | Renner               | Land        | Jaren                        |
| ------------- | -------------------- | ----------- | ---------------------------- |
| 5             | Eddy Merckx          | België      | 1969, 1971, 1972, 1973, 1975 |
| 4             | Moreno Argentin      | Italië      | 1985, 1986, 1987, 1991       |
| 4             | Alejandro Valverde   | Spanje      | 2006, 2008, 2015, 2017       |
| 3             | Léon Houa            | België      | 1892, 1893, 1894             |
| 3             | Alfons Schepers      | België      | 1929, 1931, 1935             |
| 3             | Fred De Bruyne       | België      | 1956, 1958, 1959             |
| 3             | Tadej Pogačar        | Slovenië    | 2021, 2024, 2025             |
| 2             | Louis Mottiat        | België      | 1921, 1922                   |
| 2             | René Vermandel       | België      | 1923, 1924                   |
| 2             | Richard Depoorter    | België      | 1943, 1947                   |
| 2             | Prosper Depredomme   | België      | 1946, 1950                   |
| 2             | Ferdy Kübler         | Zwitserland | 1951, 1952                   |
| 2             | Joseph Bruyère       | België      | 1976, 1978                   |
| 2             | Bernard Hinault      | Frankrijk   | 1977, 1980                   |
| 2             | Sean Kelly           | Ierland     | 1984, 1989                   |
| 2             | Michele Bartoli      | Italië      | 1997, 1998                   |
| 2             | Paolo Bettini        | Italië      | 2000, 2002                   |
| 2             | Aleksandr Vinokoerov | Kazachstan  | 2005, 2010                   |
| 2             | Remco Evenepoel      | België      | 2022, 2023                   |

### Overwinningen per land
| Overwinningen | Land                                 |
| ------------- | ------------------------------------ |
| 61            | België                               |
| 12            | Italië                               |
| 6             | Zwitserland                          |
| 5             | Frankrijk                            |
| 4             | Nederland, Slovenië, Spanje          |
| 3             | Ierland, Luxemburg, Kazachstan       |
| 2             | Denemarken, Duitsland                |
| 1             | Australië, Rusland, Verenigde Staten |

### Winst door wereldkampioen
| Jaar | Wereldkampioen  |
| ---- | --------------- |
| 1952 | Ferdy Kübler    |
| 1960 | Rik Van Looy    |
| 1972 | Eddy Merckx     |
| 1975 | Eddy Merckx     |
| 1987 | Moreno Argentin |
| 2023 | Remco Evenepoel |
| 2025 | Tadej Pogačar   |

## Vrouwen
Vanaf 2017 wordt er ook een vrouwenwedstrijd van Luik-Bastenaken-Luik verreden, op dezelfde dag als de mannenwedstrijd. Er wordt gestart in Bastenaken (dus eigenlijk Bastenaken-Luik) en de finale vanaf La Redoute is identiek aan die van de mannen. De vrouweneditie maakt vanaf het eerste jaar deel uit van de UCI Women's World Tour en vormt samen met de heringevoerde Amstel Gold Race en de reeds bestaande Waalse Pijl het volledige Ardens drieluik voor vrouwen. De Nederlandse Anna van der Breggen won de eerste editie en won in dat jaar ook de andere wedstrijden van het drieluik. Het jaar erop won Van der Breggen ook de tweede editie.

### Podiumplaatsen
| Jaar | Eerste               | Tweede               | Derde                |
| ---- | -------------------- | -------------------- | -------------------- |
| 2017 | Anna van der Breggen | Elizabeth Deignan    | Katarzyna Niewiadoma |
| 2018 | Anna van der Breggen | Amanda Spratt        | Annemiek van Vleuten |
| 2019 | Annemiek van Vleuten | Floortje Mackaij     | Demi Vollering       |
| 2020 | Elizabeth Deignan    | Grace Brown          | Ellen van Dijk       |
| 2021 | Demi Vollering       | Annemiek van Vleuten | Elisa Longo Borghini |
| 2022 | Annemiek van Vleuten | Grace Brown          | Demi Vollering       |
| 2023 | Demi Vollering       | Elisa Longo Borghini | Marlen Reusser       |
| 2024 | Grace Brown          | Elisa Longo Borghini | Demi Vollering       |
| 2025 | Kimberley Le Court   | Puck Pieterse        | Demi Vollering       |

### Meervoudige winnaars
| Overwinningen | Renner               | Land      | Jaren       |
| ------------- | -------------------- | --------- | ----------- |
| 2             | Anna van der Breggen | Nederland | 2017 + 2018 |
| 2             | Annemiek van Vleuten | Nederland | 2019 + 2022 |
| 2             | Demi Vollering       | Nederland | 2021 + 2023 |

### Overwinningen per land
| Overwinningen | Land                                      |
| ------------- | ----------------------------------------- |
| 6             | Nederland                                 |
| 1             | Australië, Verenigd Koninkrijk, Mauritius |

1892 · 1893 · 1894 · 1895 - 1907 · 1908 · 1909 · 1910 · 1911 · 1912 · 1913 · 1914 · 1915 · 1916 · 1917 · 1918 · 1919 · 1920 · 1921 · 1922 · 1923 · 1924 · 1925 · 1926 · 1927 · 1928 · 1929 · 1930 · 1931 · 1932 · 1933 · 1934 · 1935 · 1936 · 1937 · 1938 · 1939 · 1940 · 1941 · 1942 · 1943 · 1944 · 1945 · 1946 · 1947 · 1948 · 1949 · 1950 · 1951 · 1952 · 1953 · 1954 · 1955 · 1956 · 1957 · 1958 · 1959 · 1960 · 1961 · 1962 · 1963 · 1964 · 1965 · 1966 · 1967 · 1968 · 1969 · 1970 · 1971 · 1972 · 1973 · 1974 · 1975 · 1976 · 1977 · 1978 · 1979 · 1980 · 1981 · 1982 · 1983 · 1984 · 1985 · 1986 · 1987 · 1988 · 1989 · 1990 · 1991 · 1992 · 1993 · 1994 · 1995 · 1996 · 1997 · 1998 · 1999 · 2000 · 2001 · 2002 · 2003 · 2004 · 2005 · 2006 · 2007 · 2008 · 2009 · 2010 · 2011 · 2012 · 2013 · 2014 · 2015 · 2016 · 2017 · 2018 · 2019 · 2020 · 2021 · 2022 · 2023 · 2024 · 2025
Côte de Saint-Roch · Col de Haussire · Côte de Mont-le-Soie · Côte de Wanne · Côte de Stockeu · Côte de la Haute-Levée · Col du Rosier · Côte de Desnié · Côte de la Redoute · Côte de Cornemont · Côte des Forges · Côte de la Roche-aux-Faucons

Voormalige beklimmingen: Côte de Ny · Côte de la Roche-en-Ardenne · Côte de la Vecquée · Côte du Maquisard · Mont Theux · Côte de Sprimont · Côte de Colonster · Côte du Sart-Tilman · Côte de Saint-Nicolas · Côte de la Rue Naniot · Ans
2011 · 2012 · 2013 · 2014 · 2015 · 2016 · 2017 · 2018 · 2019 · 2020 · 2021 · 2022 · 2023 · 2024 · 2025
Tour Down Under · Great Ocean Road Race · Ronde van de Verenigde Arabische Emiraten · Omloop Het Nieuwsblad · Strade Bianche · Parijs-Nice · Tirreno-Adriatico · Milaan-San Remo · Ronde van Catalonië · Classic Brugge-De Panne · E3 Harelbeke · Gent-Wevelgem · Dwars door Vlaanderen · Ronde van Vlaanderen · Ronde van het Baskenland · Parijs-Roubaix · Amstel Gold Race · Waalse Pijl · Luik-Bastenaken-Luik · Ronde van Romandië · Eschborn-Frankfurt · Ronde van Italië · Ronde van Auvergne-Rhône-Alpes · Ronde van Zwitserland · Copenhagen Sprint · Ronde van Frankrijk · Clásica San Sebastián · Ronde van Polen · Cyclassics Hamburg · Renewi Tour · Ronde van Spanje · Bretagne Classic · GP van Québec · GP van Montréal · Ronde van Lombardije · Ronde van Guangxi
World Cup:
1998 · 
1999 · 
2000 · 
2001 · 
2002 · 
2003 · 
2004 · 
2005 · 
2006 · 
2007 · 
2008 · 
2009 · 
2010 · 
2011 · 
2012 · 
2013 · 
2014 · 
2015
World Tour:
2016 · 
2017 · 
2018 · 
2019 · 
2020 · 
2021 ·
2022 ·
2023 ·
2024 ·
2025
Huidige koersen:
Tour Down Under · Cadel Evans Great Ocean Road Race · Ronde van de Verenigde Arabische Emiraten · Omloop Het Nieuwsblad · Strade Bianche · Ronde van Drenthe · Trofeo Alfredo Binda · Classic Brugge-De Panne · Gent-Wevelgem · Ronde van Vlaanderen · Parijs-Roubaix · Amstel Gold Race · Waalse Pijl · Luik-Bastenaken-Luik · Ronde van Chongming · Ronde van het Baskenland · Ronde van Burgos · RideLondon Classique · The Women's Tour · Ronde van Zwitserland · Copenhagen Sprint · Giro Donne · Tour de France Femmes · Ronde van Scandinavië · Classic Lorient Agglomération · Simac Ladies Tour · La Vuelta Femenina · Ronde van Romandië · Ronde van Guangxi
Voormalige koersen:
Philadelphia Cycling Classic · Ronde van Californië · Emakumeen Bira · La Course by Le Tour de France · Open de Suède Vårgårda